# Chazz Surratt
Chazz Surratt (Denver, 16 febbraio 1997) è un giocatore di football americano statunitense che milita nel ruolo di linebacker per i San Francisco 49ers della National Football League (NFL).

## Carriera

### Minnesota Vikings
Surratt al college giocò a football a North Carolina. Fu scelto nel corso del terzo giro (78º assoluto) nel Draft NFL 2021 dai Minnesota Vikings. Debuttò come professionista subentrando nella gara del primo turno contro i Cincinnati Bengals. La sua stagione da rookie si concluse con 9 presenze, nessuna delle quali come titolare.

### New York Jets
Il 1º settembre 2022 Surratt firmò con la squadra di allenamento dei New York Jets. Il 9 gennaio 2023 firmò un nuovo contratto come riserva.

### San Francisco 49ers
Il 28 maggio 2025 Surratt firmò con i San Francisco 49ers.